# Segunda Força de Emergência das Nações Unidas

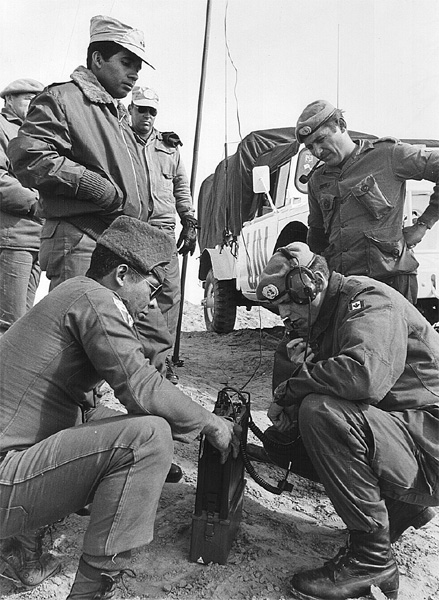
Uma imagem das forças de paz canadenses e panamenhas da UNEF no Sinai, em 1974.

A Segunda Força de Emergência das Nações Unidas (em inglês:  Second United Nations Emergency Force, UNEF II) foi estabelecida pela Assembleia Geral das Nações Unidas em conformidade com a Resolução 340 do Conselho de Segurança das Nações Unidas (1973) para supervisionar o cessar-fogo entre as forças egípcias e israelenses no final da Guerra do Yom Kippur (também conhecida como Guerra de Outubro) e os acordos subsequentes de 18 de janeiro de 1974 e 4 de setembro de 1975, para supervisionar a redistribuição das forças egípcias e israelenses e para controlar as zonas tampão estabelecidas no âmbito desses acordos. 
A área de atuação da UNEF II esteve no sector do Canal de Suez e, posteriormente, na Península do Sinai, com a sede localizada no Cairo (outubro de 1973 a agosto de 1974) e Ismaília (agosto de 1974 - julho de 1979). 

## Comandantes da força
- Tenente-General Ensio P. H. Siilasvuo (Finlândia) (Outubro de 1973 – Agosto de 1975)
- Tenente-General Bengt Liljestrand (Suécia) (Agosto de 1975 – Novembro de 1976)
- Major-General Rais Abin (Indonésia) (Dezembro de 1976 – Setembro de 1979).